# Erik Hugo Tryggelin
Erik Hugo Tryggelin, under sin levnad mest känd som Hugo Tryggelin, född 6 december 1846 i Adolf Fredriks församling, Stockholm, död 20 oktober 1925 i Matteus församling, Stockholm, var en svensk arkitekt, formgivare,  keramiker och porslinsmålare.

## Liv och verk
Tryggelins föräldrar var skräddaren Erik Tryggelin och Anna Maria Lundmark. Mellan åren 1865-1872 genomgick Tryggelin arkitektutbildningen på Konstakademiens arkitekturskola och fick direkt efter avslutade studier arbete som mönsterritare på Rörstrands porslinsfabrik, som på 1870-talet höll på att utvecklas till en storindustri under ledning av fabriksdisponenterna Robert Almström och Gustaf Holdo Stråle af Ekna. På Rörstrand samarbetade Tryggelin med bland annat Ernst Jacobsson, Helgo Zettervall och Hugo Hörlin och formgav majolika, serviser, kakelugnar och andra keramiska praktpjäser i tidens olika nystilar. Tryggelins mest bestående avtryck är emellertid Rörstrandskakelugnarna av vilka Tryggelin formgav ett 70-tal i både rikt dekorerade historiserande modeller men även enklare varianter i jugendstil. Flera av de fabriksbyggnader som uppfördes på Rörstrandsområdet under slutet av 1800-talet ritades av Tryggelin. 
Han var verksam som chefsdessinatör vid Rörstrands porslinsfabrik mellan 1872 och 1910. Förutom ritningar och förlagor till produktionen utförde han limogesemaljmålningar vid Rörstrands. Ett av hans sista större uppdrag var att rita en stor vas till den Ryska Tsaren Nicolaus. Vasen som dekorerades av Karl Lidström och var färdig 1909 var nästan en meter hög. Utöver arbetet på Rörstrand deltog Tryggelin aktivt i Svenska Slöjdföreningens verksamhet och skickade in flera ritningar som tävlingsbidrag till föreningens tidskrift "Mönster för konstindustri och slöjd" i vilken han publicerades åtskilliga gånger. Bidragen bestod av ritningar till både möbler, keramik och mindre bruksföremål och var avsedda att fungera som inspiration och förebilder för andra konsthantverkare och arkitekter.
Erik Hugo Tryggelin var arkitekt till några fastigheter i Birkastaden, bland annat fyra hus, arbetarbostäder, åt Rörstrand AB. Arkitekt Tryggelins fyra hus för Rörstrand skiljer sig från övrig bebyggelse genom en fasadutformning som går tillbaka till 1890-talet. Många av de andra husen i Birkastaden enklare fasader men med tilltalande arkitektonisk utformning.
Övriga hus i Birkastaden från första decenniet av 1900-talet har en likartad modifierad jugendutformning. Rörstrands Porslinsfabrik lät uppföra ett bostadshus vid Birkagatan i kvarteret Eldaren 7, byggdes efter ritningar av Tryggelin 1903-1905. År 1907 bodde 200 personer i huset, inklusive barn under 18 år, varav 55 arbetare var anställda vid Rörstrand och 126 tillhörde deras hushåll, det vill säga drygt 90% av de boende var såldes knutna till Rörstrand. Ett annat exempel på nybyggnadsritning som Tryggelin signerade var i kvarteret Volontären 3 och 4, där han 1906 ritade enkelrumslägenheter och 1 rum och kök-lägenheter.
Trots att Tryggelin lämnade sin anställning vid Rörstrand 1910 fortsatte han att vara verksam med mindre uppdrag för fabriken ända till 1922. 
Tryggelins verk finns representerade på bland annat Nationalmuseum, Nordiska museet, Stockholms stadsmuseum och Rörstrands museum. 
Med hustrun Hildur Gunilla Vilhelmina "Gundla" Butler (1846-1914) han fick sonen, konstnären Erik Tryggelin. Familjen bebodde det s.k. Marketenterihuset vid Rörstrand, idag rivet, som låg vid nuvarande Rörstrandsgatan.

## Bilder

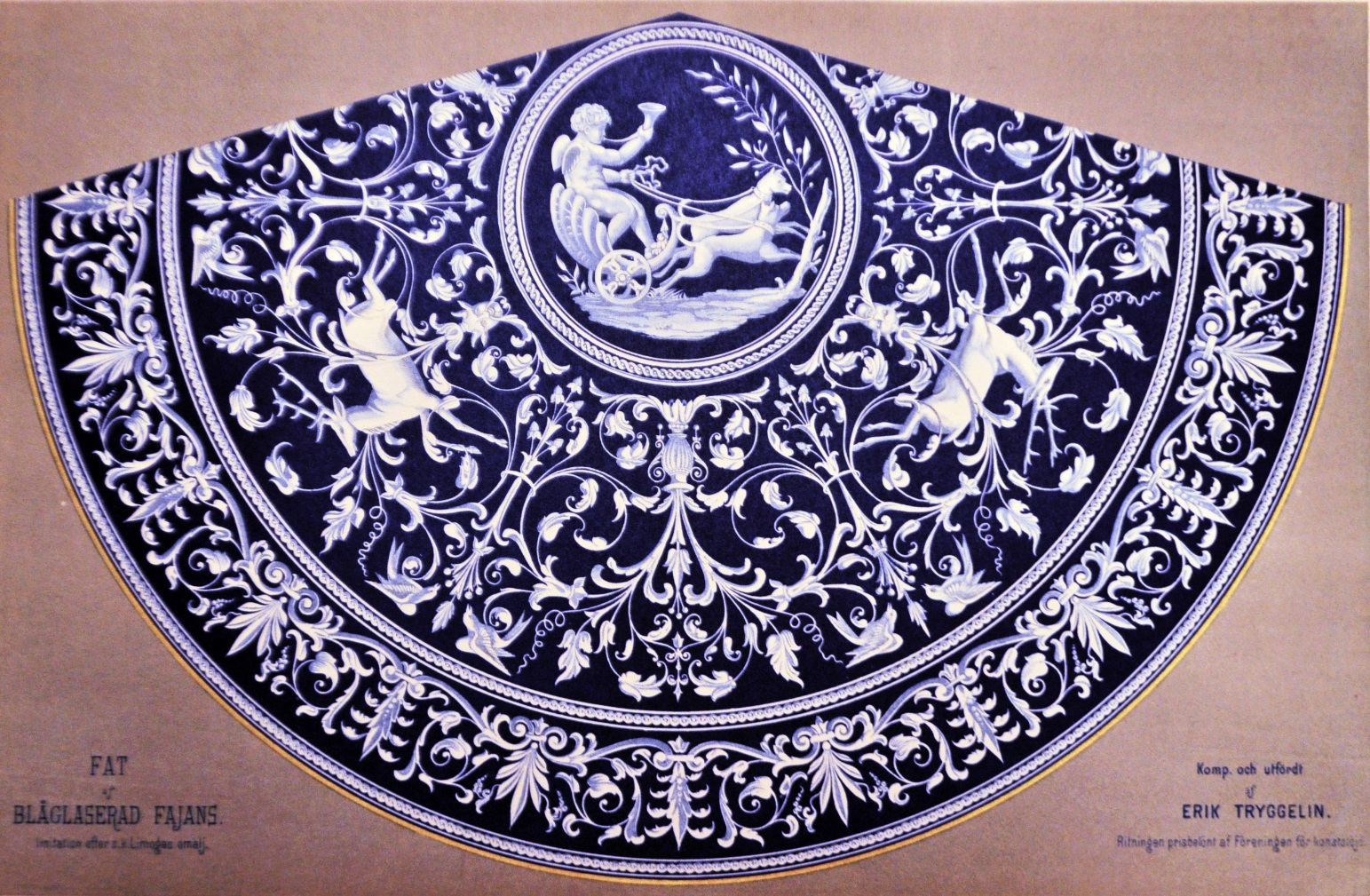
Erik Hugo Tryggelin. Fat imiterande Limogesemalj ur Mönster för konstindustri och slöjd 1879.
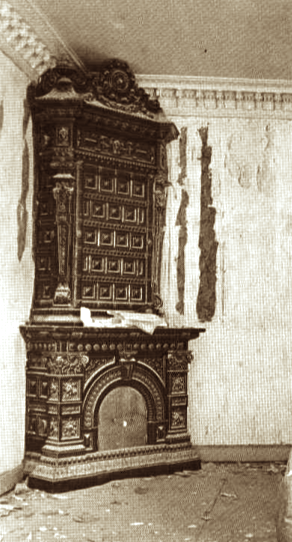
Kakelugn No 59 fotograferad i Kv. Kungsbacken 9, Stockholm.